# Chân ngôn tông
Chân ngôn tông (kanji: 真言宗, rōmaji: shingon-shū), là dạng Mật tông tại Nhật Bản, do Đại sư Không Hải (ja. kūkai, 774-835) sáng lập. Sư tu học Mật tông tại Trung Quốc và chuyên học về Chân ngôn (chân ngôn, chân âm, thần chú). Đặc biệt tông này rất quan tâm đến "ba bí mật" (Thân, khẩu, ý), đó là ba phương tiện để mỗi người đạt được Phật quả.                       
- Bí mật của Thân được bày tỏ qua các thủ ấn (xem ấn), trong các tư thế thiền định và trong cách sử dụng các pháp khí như Kim cương chử hay hoa sen. Các điều đó được xem có liên hệ cụ thể với một vị Phật hay Bồ Tát.
- Bí mật của Khẩu được diễn tả trong Chân ngôn và Đà-la-ni.
- Bí mật của ý dựa trên "năm trí" và thông qua năm trí đó hành giả tiếp cận với Chân như.                                                                                | Một phần của loạt bài về |
| Phật giáo Nhật Bản       |
|                          |
| Tông phái                |
| Danh tăng                |
| Kinh điển                |
| Thuật ngữ                |
| x t s                    |

Qua các phép hành lễ với Thân, khẩu, ý, hành giả sẽ đạt mối liên hệ với vị Phật, đạt tri kiến "Phật ở trong ta, ta trong Phật", đạt Phật quả ngay trong đời này.
Ba bí mật nói trên được khẩu truyền giữa thầy với trò trong các buổi hành lễ, điều này khác hẳn với các tông phái thuộc hiển giáo. Chân ngôn tông tôn xưng Phật Đại Nhật (sa. vairocana), chính là Pháp thân vô tận, là vị Phật nguyên thủy tuyệt đối, và chỉ kẻ được quán đỉnh mới được tu tập theo tông này. Phái này chủ trương không thể diễn tả giáo pháp bằng văn tự mà chỉ bằng hình ảnh nghệ thuật và vì vậy các mạn-đồ-la đóng một vai trò quan trọng trong tông này.
Hai Mạn-đồ-la quan trọng nhất của Chân ngôn tông là Thai tạng giới mạn-đồ-la (sa. garbhadhātu-maṇḍala) và Kim cương giới mạn-đồ-la (sa. vajradhātu-maṇḍala), trình bày Phật Đại Nhật và các vị Phật khác. Trong một buổi lễ quan trọng của tông này, đệ tử Chân ngôn tông cầm hoa ném vào Mạn-đồ-la, hoa rơi đúng vị Phật nào thì đó là vị Đạo sư của người đó.
Chân ngôn tông không phủ nhận tính có thật của thế giới hiện tượng này cũng như hạnh phúc của con người trong thế giới đó. Tông này cho phép tăng sĩ hành lễ và được thu tiền. Qua thời gian, trong tông này nảy sinh tệ mê tín dị đoan và vì vậy cũng có nhiều bộ phái nhỏ xuất hiện. Ngày nay, tông này vẫn là một tông phái mạnh tại Nhật.